# 6.5番街 (マンハッタン)

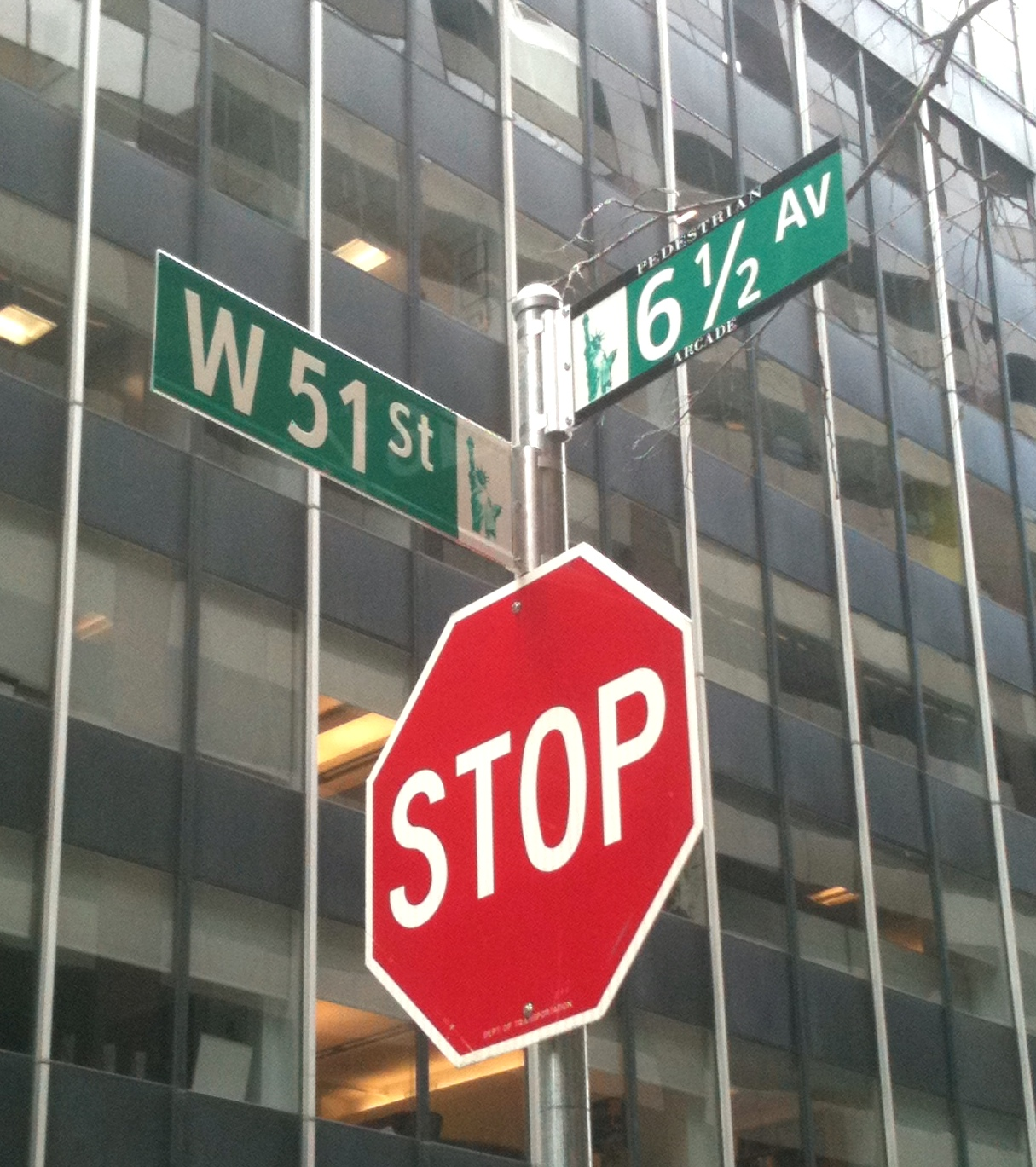
マンハッタン6.5番街と西51丁目

6.5番街 (Sixth and a Half Avenue) はニューヨーク市マンハッタンの6番街 (en) と7番街 (en) の間の一部分を南北に走る歩行者専用道路である。

## 概要
6.5番街はニューヨーク市マンハッタンのミッドタウン西57丁目から西51丁目 (en) まで6番街 (en) と7番街(en) の間を南北に走る歩行者専用道路である。この歩行者専用"アベニュー"は400mほどの通路で、出入り自由なビルのロビーや天蓋の付いた空間などをつなげた個人所有の公共施設であり、夜間以外は通行可能である。この道路には一時停止や前方に一時停止あり (en) の交通標識が51丁目から56丁目の6つの道路と交差する場所に掲げられている。57丁目と交差する横断歩道には信号機が設置されている。横断歩道の領域には滑らかな表面の歩道の歩行者用スロープと道路の道幅を示す柔軟性のある反射板が車の路上駐車を妨げるために設置されている。大通り沿いの各交差点には"6 ½ Av"という標識および交差している道路名の標識が設置されており、公式に通りの名前が認められている。大通りに挟まれたビル区画の真ん中に停止標識が設置されるのはマンハッタンでは珍しく、アベニュー名の数字が分数なのはニューヨーク市における数字名の通りの命名規則にとって新しいアイデアをもたらした。

## 歴史

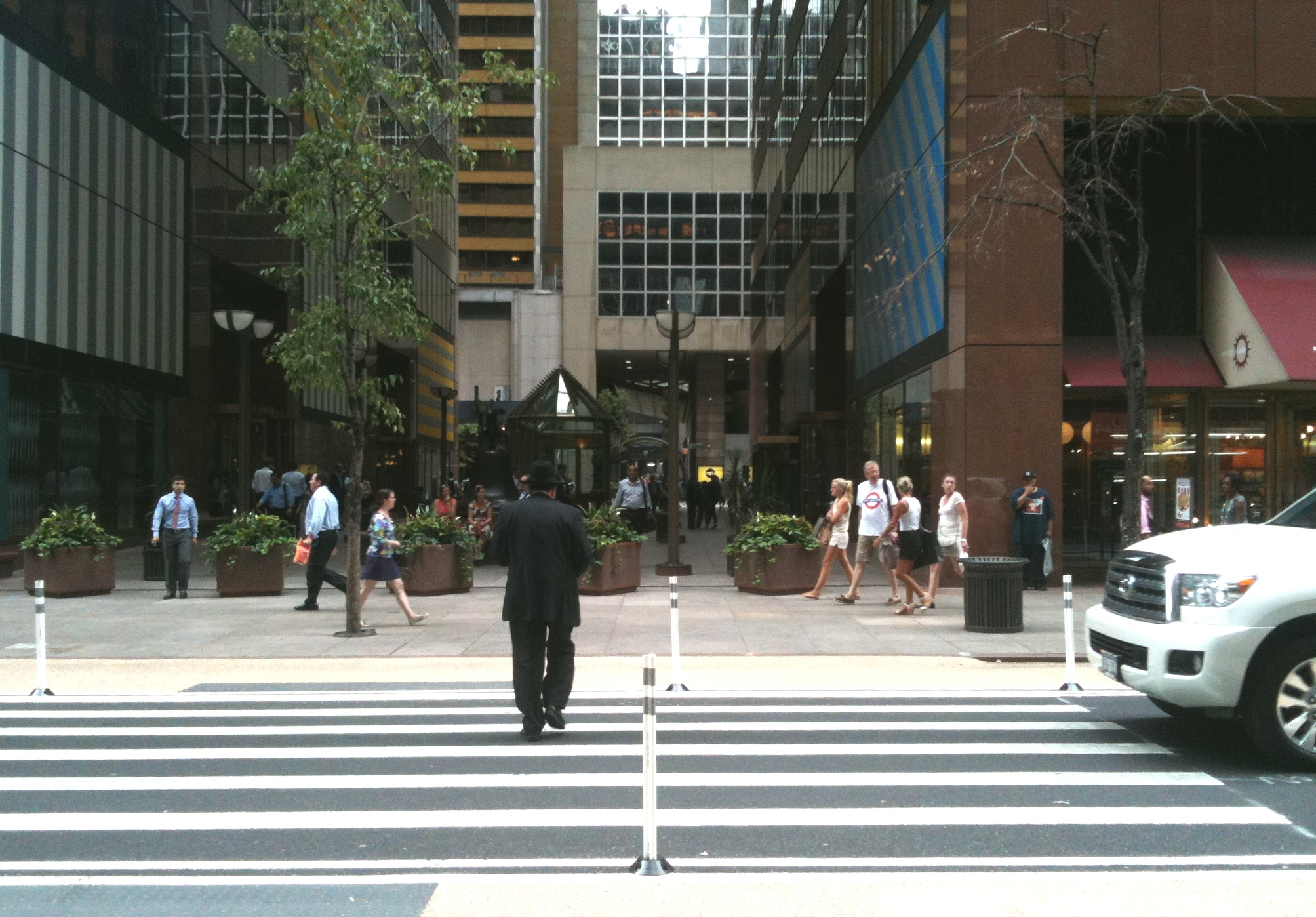
西51丁目から北方向に見える6.5番街

2011年、The Friends of Privately Owned Public Spacesは歩行者の通行の利便性をはかるために、6番街と7番街の間に51丁目から57丁目まで6ブロックの小道を作ることを提案した。この提案では、ほとんどの歩行者には知られていないパブリックスペースを歩行者通路としてつなげて、Holly Whyte Wayと呼ぶことが要求された。そのアイデアは理事会に示され、理事会はニューヨーク市交通局 (en, NYCDOT) へと2011年5月に公式に要求を出した。そのグループは、研究会と並行して2011年10月にこの近道を広めるためのイベントも主催している。
2012年3月、NYCDOTは新しい歩行者専用アベニューを建設する計画を歩行者の利便性改善リストとともに発表した。総工費$60,000のプロジェクトが行われ、2012年7月に完成した。

## 批判
あるドライバーは、新しい停止標識が設置されたことに対して渋滞の原因になっていると苦情を申し立てている。多くのドライバーは停止標識で止まることなく横断歩道を横切って運転していくので、歩行者への危険となっている。